# Калугин, Вячеслав Дмитриевич
Вячеслав Дмитриевич Калугин (02.07.1935 — 14.01.1996) — бригадир токарей Коломенского завода текстильного машиностроения Министерства машиностроения для лёгкой и пищевой промышленности и бытовых приборов СССР, Московская область, полный кавалер ордена Трудовой Славы (10.06.1986).

## Биография
Родился 2 июля 1935 года в деревне Дуброво ныне Орехово-Зуевский городской округ Московской области в семье крестьянина. Русский.
Окончил 7 классов.
Трудовую деятельность начал в октябре 1950 года, когда пятнадцатилетним подростком пришёл на завод текстильного машиностроения в городе Коломна. Выбрал профессию токаря, которой остался верен всю жизнь.
В 1975 году был уже токарем 5-го разряда, возглавил бригаду токарей в цехе тяжёлых веретён. Все восемь членов бригады работали на один наряд, всю продукцию сдавали только отличного качества, со своим клеймом. По итогам соревнования за 1979 год бригада В. Д. Калугина завоевала первое место среди производственных бригад Министерства машиностроения для лёгкой и пищевой промышленности и бытовых приборов и была награждена Дипломом. Ей было присвоено звание «Бригада отличного качества».
Девятую пятилетку токари В. Д. Калугина завершили за три с половиной года, десятую и одиннадцатую – за три года девять месяцев. Отличились и в двенадцатой пятилетке.
Указами Президиума Верховного Совета СССР от 24 апреля 1975 года, 10 марта 1981 года и 10 июня 1986 года Калугин Вячеслав Дмитриевич награждён орденами Трудовой Славы 3-й, 2-й и 1-й степени соответственно. Стал полным кавалером ордена Трудовой Славы.
Когда на завод пришли новые станки с числовым программным управлением, Калугин освоил и эту незнакомую технику. В октябре 1988 года ему был присвоен 5-й разряд наладчика станков и манипуляторов с программным управлением. Проработал на заводе 45 лет.
Жил в городе Коломна. Скончался 14 января 1996 года. Похоронен в Коломна на кладбище № 2.

## Награды
Награждён орденами Трудовой Славы 1-й, 2-й, 3-й степеней:3 ст. 24.04.1975 № 112595
2 ст. 10.03.1981 № 10061
1 ст. 10.06.1986 № 354
- медалями[1].

## Память
На могиле установлен надгробный памятник.